# 1899 en Italie
Chronologie de l'Italie
- 1895
- 1896
- 1897
- 1898
- 1899
- 1900
- 1901
- 1902
- 1903

## Événements
- 4 février : le président du Conseil italien Luigi Pelloux présente à la Chambre une série de décrets qui visent, entre autres, à régulariser les grèves de la fonction publique, à limiter le droit d'association et de réunion, et à contrôler la liberté de la presse[1]. D’abord approuvés en première lecture, les décrets de février sont refusés systématiquement et déclarés « liberticides ». Face à l’obstruction de la Chambre, Pelloux propose un nouveau règlement parlementaire et l’introduction de la « guillotine », en fait une réforme de la Constitution renforçant l’exécutif. Il présente ou prépare dans le même temps une série de projets de lois contre les privilèges des oligarchies économiques et financières.
- 4 mai : Luigi Pelloux démissionne à la suite d’un débat sur la politique chinoise du gouvernement et se représente à la Chambre le 14 mai après un remaniement déplacé vers la droite[2].
- 18 mai : l’Italie s’oppose à la participation du pape à la première conférence de la paix à La Haye par des campagnes de presse et diplomatiques[3].
- 22 juin : un décret royal proclame les lois Pelloux lois de l’État et met la Chambre en demeure de les voter dans le délai d'un mois ; l'opposition socialiste renverse les urnes au moment du vote et le roi doit ordonner la fermeture de la cession parlementaire qui ne reprend qu'en novembre[4].
- 11 juillet : création de Fiat (Fabbrica Italiana di Automobili) par Giovanni Agnelli à Turin[5].
- 31 décembre : proclamation d’une amnistie pour les crimes politiques dont bénéficient les condamnés de 1898[6].

## Naissances en 1899
- 22 avril : Vittoria Titomanlio, femme politique. († 28 décembre 1988)
- 29 avril : Aldo Nadi, escrimeur, triple champion olympique (fleuret par équipe, épée par équipe et sabre par équipe) aux Jeux olympiques de 1920 à Anvers. († 10 novembre 1965)
- 29 novembre : Emma Morano, supercentenaire, doyenne de l'humanité. († 15 avril 2017)

## Décès en 1899
- 10 février : Carlo Zatti, 89 ans, peintre et écrivain romantique. (° 24 septembre 1809)
- 15 avril : Agostino Bausa, 78 ans, religieux dominicain, missionnaire au Kurdistan, créé cardinal par le pape Léon XIII en 1887, devient archevêque de Florence en 1889. (° 25 février 1821)
- 5 mai : Luigi Sabatelli, 81 ans, peintre. (° 12 février 1818)
- 20 mai : Carlotta Grisi, 79 ans, danseuse, créatrice du rôle-titre du ballet Giselle, écrit par Adolphe Adam et Théophile Gautier. (° 28 juin 1819)
- 10 août : Isidoro Verga, 67 ans, cardinal créé par le pape Léon XIII, grand pénitentiaire à partir de 1896. (° 29 avril 1832)
- 11 septembre : Filippo Palizzi, 81 ans, peintre, précurseur du vérisme. (° 16 juin 1818)
- 28 septembre : Giovanni Segantini, 41 ans, peintre de genre, rattaché au courant du symbolisme. (° 15 janvier 1858)
- 11 décembre : Marietta Piccolomini, 65 ans, chanteuse lyrique (soprano). (° 5 mars 1834)